# Rudolf Silvan

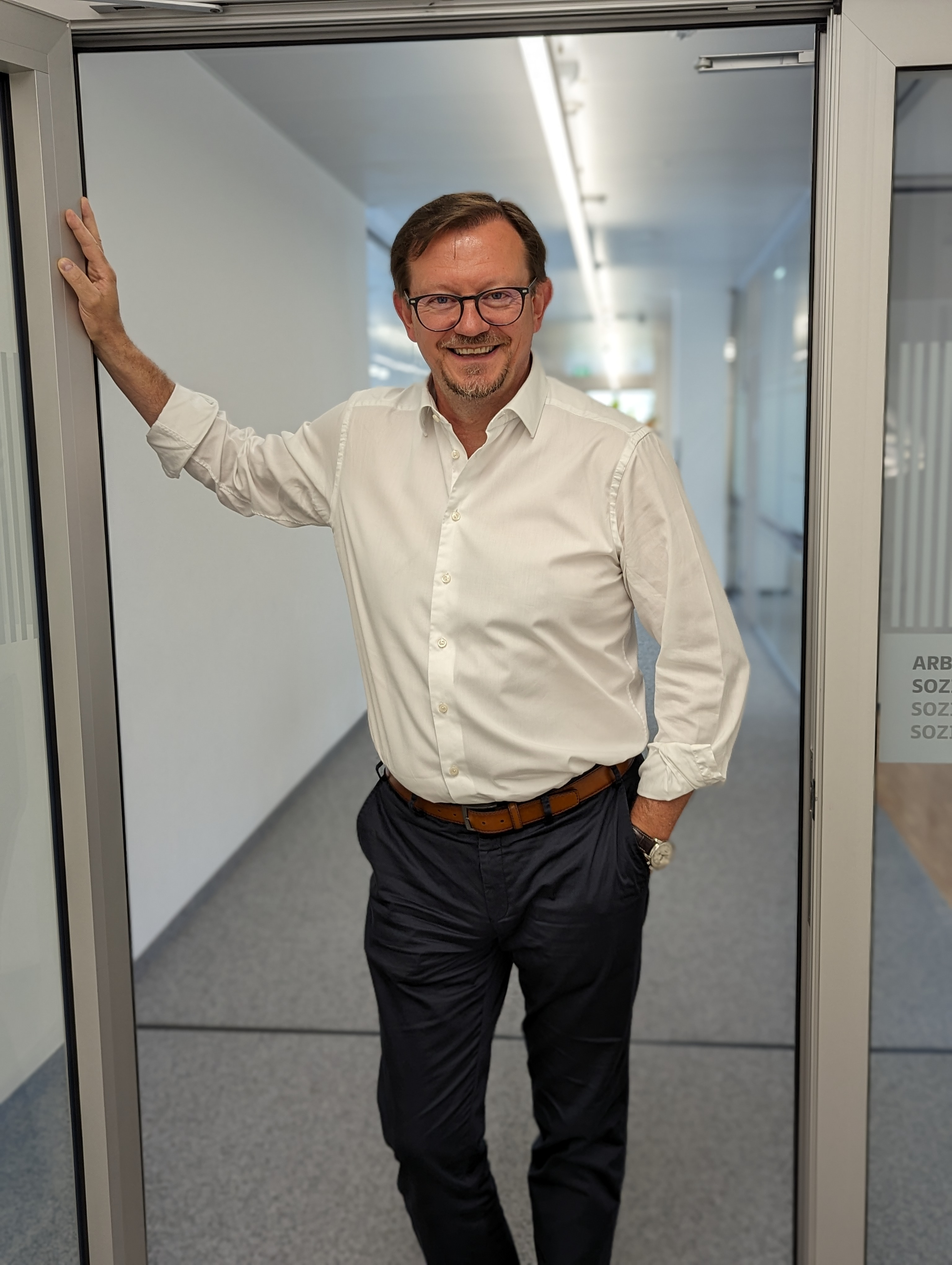
Rudolf Silvan, Mai 2024

Rudolf Silvan (* 22. September 1967 in Mödling, Niederösterreich) ist ein österreichischer Politiker (SPÖ) und Gewerkschafter (Landesgeschäftsführer der Gewerkschaft Bau-Holz Niederösterreich).  Am 23. Oktober 2019 wurde Silvan als Abgeordneter zum Nationalrat Österreichs angelobt. Rudolf Silvan wurde am 7. März 2025 zum stellvertretenden Klubobmann der SPÖ im Parlament und zum Gesundheitssprecher des sozialdemokratischen Parlamentsklub gewählt.

## Politik und Karriere
Rudolf Silvan wuchs in Brunn am Gebirge auf, wo er 1973 bis 1977 die Volksschule, 1977 bis 1981 die Hauptschule und 1981 bis 1982 das Polytechnikum besuchte. Silvan begann eine Maurerlehre, musste dieser aber kurz darauf wegen einer Zementallergie abbrechen. Er erlernte das Bäckerhandwerk und arbeitete nach seinem Präsenzdienst als Schichtarbeiter am Hochofen in der Glasfabrik in Brunn am Gebirge.
Seit 1990 setzte sich Silvan für die Rechte der Arbeitnehmerinnen und Arbeitnehmer in der Gewerkschaft ein. Er besuchte 1990 bis 1992 die Gewerkschaftsschule, legte 1992 die Lehrausbilderprüfung ab und besuchte im selben Jahr die Betriebsräteakademie der Kammer für Arbeiter und Angestellte für Niederösterreich (AKNÖ). 2003 erlangte Silvan die Studienberechtigungsprüfung an der Universität Wien und studierte 2003 bis 2004 zwei Semester Rechtswissenschaften an der Universität Linz. Von 2006 bis 2008 war er Mitglied im Reha Ausschuss der Allgemeinen Unfallversicherungsanstalt (AUVA). 2008 bis 2019 war Silvan Vorsitzender der AUVA Wien, Niederösterreich und Burgenland. 2009 wurde Silvan Landesgeschäftsführer und Bundesvorstandsmitglied der Gewerkschaft Bau-Holz. 2011 erlangte er ein Diplom als Mentalcoach. Seit 2015 ist Rudolf Silvan Vorsitzender des Ausschusses für Gesundheitspolitik und Arbeitnehmerschutz in der AKNÖ.
Silvan war an der Gründung des AUVA Traumazentrum Wien (ein Traumazentrum an den zwei Standorten UKH Lorenz Böhler und UKH Meidling) maßgeblich mitbeteiligt. 2019 wechselte Silvan in den neu gegründeten Verwaltungsrat der AUVA. Zudem war der Gewerkschafter von 2016–2019 Vorstandsmitglied der Niederösterreichischen Gebietskrankenkasse (NÖ GKK).
Am 5. Juli 2019 wurde Silvan vom Landesparteirat der SPÖ Niederösterreich zum Spitzenkandidaten für die Nationalratswahl im September 2019 gekürt. Am 23. Oktober 2019 wurde Silvan als Abgeordneter zum Nationalrat angelobt. Für die Nationalratswahl 2024 wurde er erneut Spitzenkandidat der SPÖ Niederösterreich.
Silvan ist Gesundheitssprecher des SPÖ Klubs im Parlament und daneben auch Mitglied in den Ausschüssen für Gesundheit, Petitionen und Bürgerinitiativen sowie Volksanwaltschaft und Menschenrechte. Silvan hat sich als einer der ersten Abgeordneten der SPÖ entgegen der Parteilinie gegen eine Impfpflicht ausgesprochen und ist der Abstimmung zur Impfpflicht deshalb ferngeblieben.